# Siegfried Meier
Siegfried Meier (ur. 10 lipca 1924, zm. 17 października 1977) – wschodnioniemiecki piłkarz występujący na pozycji napastnika, reprezentant NRD.

## Życiorys
Na początku kariery piłkarskiej grał w takich klubach, jak SG Planitz i SV Cainsdorf. W 1949 roku został zawodnikiem ZSG Horch Zwickau. W Oberlidze zadebiutował 11 września w wygranym 5:2 spotkaniu z BSG KWU Erfurt. W sezonie 1949/1950 zdobył mistrzostwo kraju. Od września do listopada 1951 roku grał w Vorwärts Leipzig, po czym wrócił do klubu z Zwickau, wówczas już przemianowanego na BSG Motor. W 1952 roku zadebiutował w reprezentacji w przegranym 0:3 towarzyskim meczu z Polską. W narodowym zespole zdobył jednego gola, w przegranym 1:3 towarzyskim spotkaniu z Bułgarią 24 października 1954 roku. Karierę piłkarską zakończył w 1955 roku.

## Statystyki ligowe
| Sezon         | Klub                    | Liga         | Mecze | Gole |
| ------------- | ----------------------- | ------------ | ----- | ---- |
| 1949/1950     | ZSG Horch Zwickau       | DDR-Oberliga | 26    | 5    |
| 1950/1951     | BSG Motor Zwickau       | DDR-Oberliga | 30    | 5    |
| 1951/1952 (j) | SV Vorwärts KVP Leipzig | DDR-Oberliga | 11    | 0    |
| 1951/1952     | BSG Motor Zwickau       | DDR-Oberliga | 20    | 3    |
| 1952/1953     | BSG Motor Zwickau       | DDR-Oberliga | 31    | 12   |
| 1953/1954     | BSG Motor Zwickau       | DDR-Oberliga | 27    | 9    |
| 1954/1955     | BSG Motor Zwickau       | DDR-Oberliga | 13    | 3    |